# Liste de canards de fiction
Pour les articles homonymes, voir Canard (homonymie).

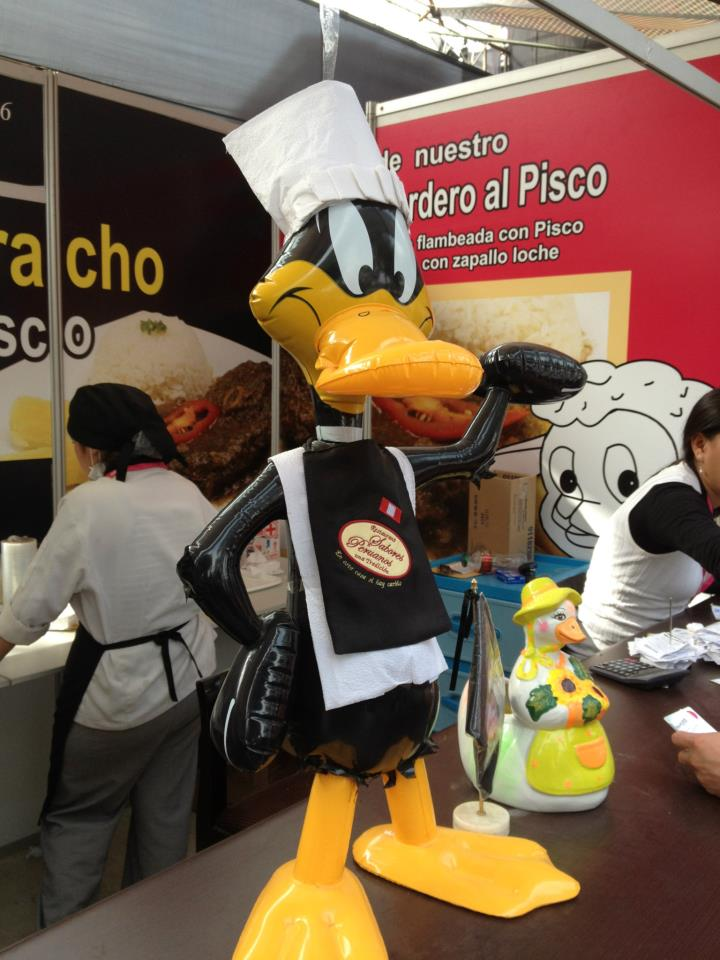
Représentation de Daffy Duck à Lima (Pérou).

Cet article présente une liste de canards de fiction.

## Contes et littérature enfantine

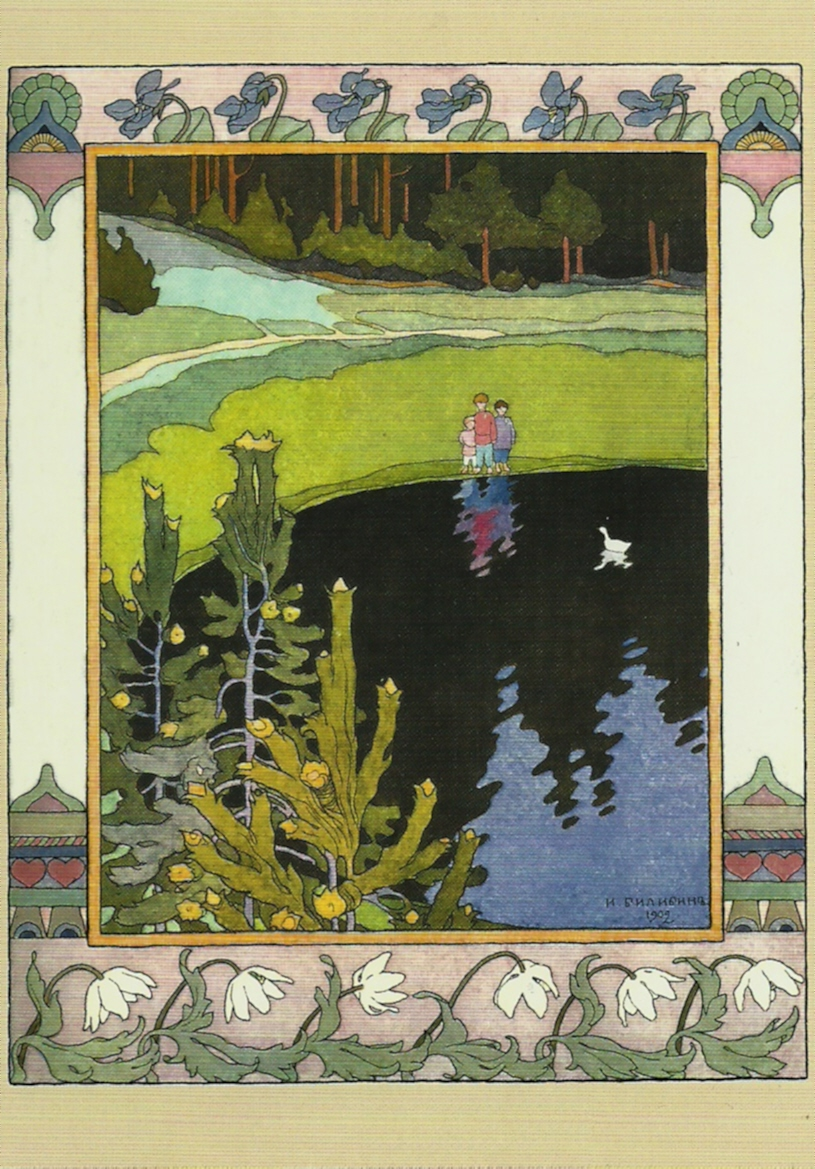
Blanche Canette, illustration d'Ivan Bilibine.

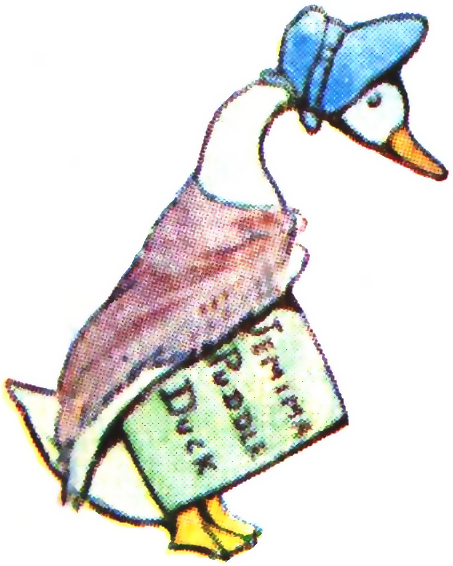
Sophie Canétang (en anglais, anglais) dessinée par Beatrix Potter

- Blanche Canette (en russe : Белая Уточка, Biélaïa Outotchka), une princesse transformée en cane par une sorcière dans le conte russe du même nom.
- Bout-d'-Canard, héros du conte éponyme de Charles Marelles (1888). Le conte a été publié en anglais par Andrew Lang dans The Red Fairy Book (1890) sous le nom de Drakestail.
- Le canard, dans Pierre et le Loup, conte musical
- Le Vilain Petit Canard, héros du conte éponyme d'Andersen
- Sophie Canétang (Jemima Puddle-Duck dans la version anglaise), personnage du livre pour enfants Le Conte de Sophie Canétang, écrit et illustré par Beatrix Potter
- Le canard doudou Berk dans la série d'albums jeunesse écrite et illustrée par Julien Béziat : Le Bain de Berk[1] en 2016 (Prix des libraires du Québec Jeunesse 2018[2]),  La Nuit de Berk[3] en 2018, L'Œil de Berk[4] en 2020.

## Bandes dessinées et animation
- Daffy Duck, alias Duck Dodgers, Looney Tunes
- Howard the Duck, Marvel Comics
- Oscar le petit canard, une bande dessinée apparue en 1941 dans Fillette et créée par Mat
- Gédéon, canard créé par Benjamin Rabier
- Piero le canard colvert, ennemi puis ami de Calimero
- Les deux canards, Slax et Geextah, héros dans la série animée Canards extrêmes.
- Canardo (bande dessinée), inspecteur créé par Benoît Sokal, 1978
- Pétard, canard coiffé d'un béret basque, compagnon d'Achille Talon, apparaissant à partir de l'album L'Esprit d'Éloi (1980, 25e de la série), à la fin duquel le volatile est offert à Talon en récompense des services rendus
- Charles VII, représenté en canard dans la BD Jehanne d'Arc de F'murr (1976-1984)
- Coin-Coin, canard accro aux yaourts dans la mini-série d'animation pour enfants Kaeloo.
- Le Comte Mordicus ou Count Duckula (1988), dessin animé de Chris Randall et Keith Scoble
- Alfred J. Kwak (1989), dessin animé de Dennis Livson et Hiroshi Saitō
- Plucky Duck (1990) dans Les Tiny Toons.
- Myster Mask (Disney, 1991)
- Rikiki le canard, canard préféré d'Horace, l'ami de Kid Paddle
- Duckman (1994), dessin animé de Jeff Reno et Ron Osborn
- Ronald Duck, un canard qui apparaît en 1977, dans l'épisode 20 de la deuxième saison du Muppet Show (invitée : Petula Clark) ; il forme un duo avec l'élan Mickey Moose.
- Fulbert, canard dans le tome 1 de Garulfo
- Les Mighty Ducks ou Les Canards de l'exploit
- Mosh, dans Le Vilain Petit Canard et moi
- Kiko (Chico), héros de bandes dessinées italiennes en petit format.

Voir aussi
- Le canard anthropomorphe de la web-série Don't Hug Me I'm Scared
- Herbert de Vaucanson et les canards de Vaucanson (univers du Donjon)

### Univers de Donald Duck (Disney)
- Archibald Gripsou
- Balthazar Picsou
- Brigitte McBridge
- Bubba (La Bande à Picsou)
- Crésus Flairsou
- Daisy Duck
- Della Duck
- Ludwig Von Drake (Donald Dingue)
- Donald Duck
- Miss Frappe
- Fantomiald
- Fantomialde
- Fantomius
- Flagada Jones (La Bande à Picsou)
- Gérard Mentor (La Bande à Picsou)
- Goldie O'Gilt
- Grand-Mère Donald
- Lili, Lulu et Zizi Duck
- Mamie Baba (La Bande à Picsou)
- Matilda Picsou
- Miss Tick
- Oona
- Chris Yéyé
- Popop Duck
- Riri, Fifi et Loulou Duck
- Toby Dick

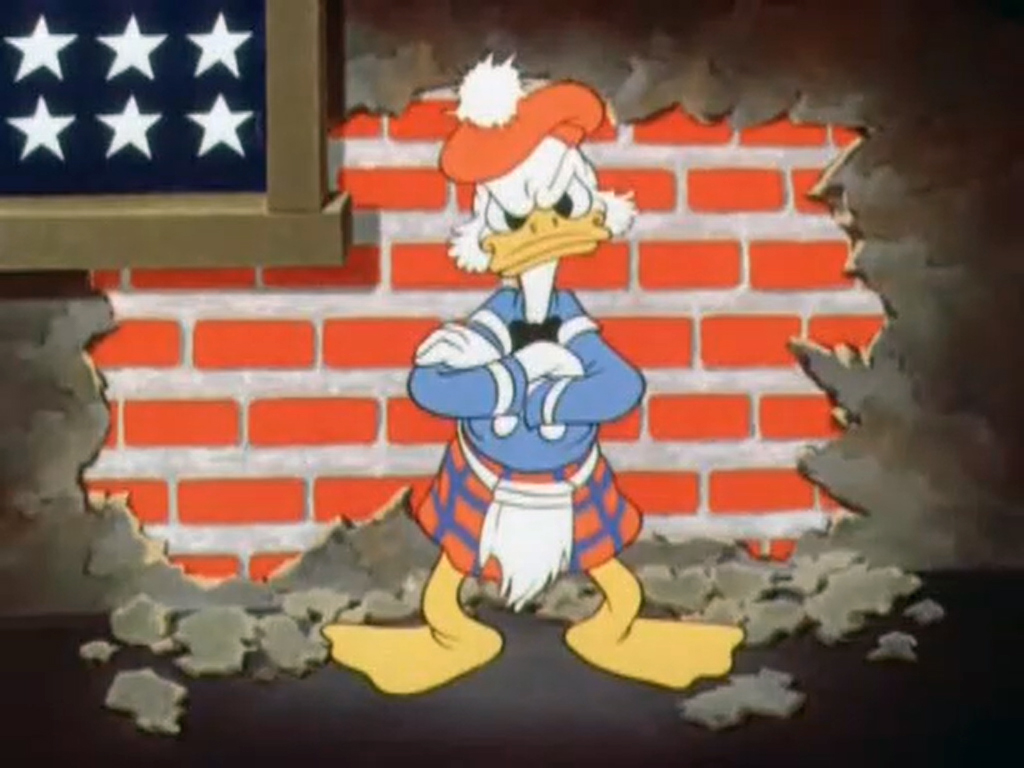
Le précurseur écossais de Balthazar Picsou dans le dessin animé The Spirit of '43.

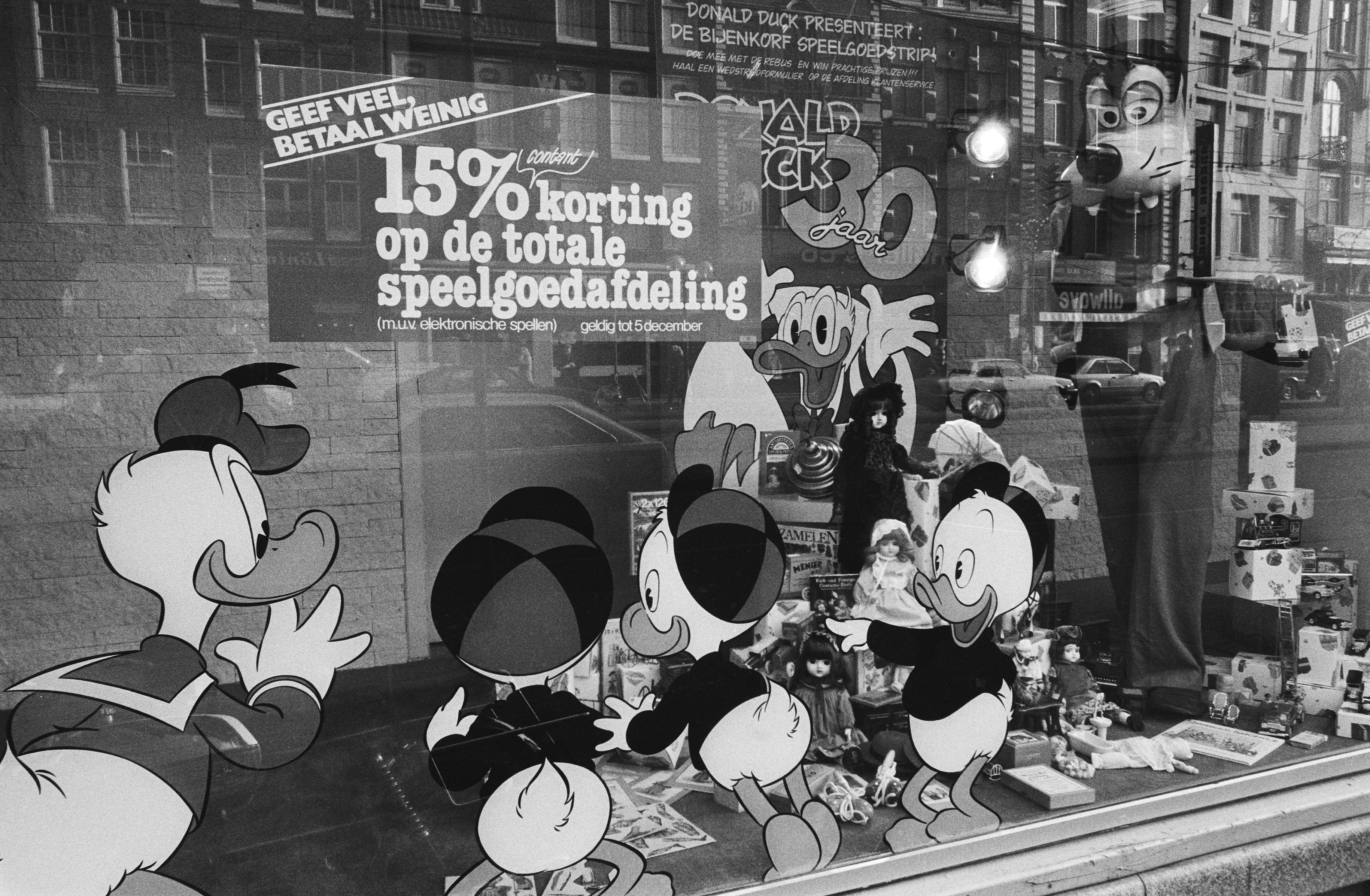
Donald et ses neveux, peints sur une vitrine.

- Zaza Vanderquack (La Bande à Picsou)

## Autres séries ou films

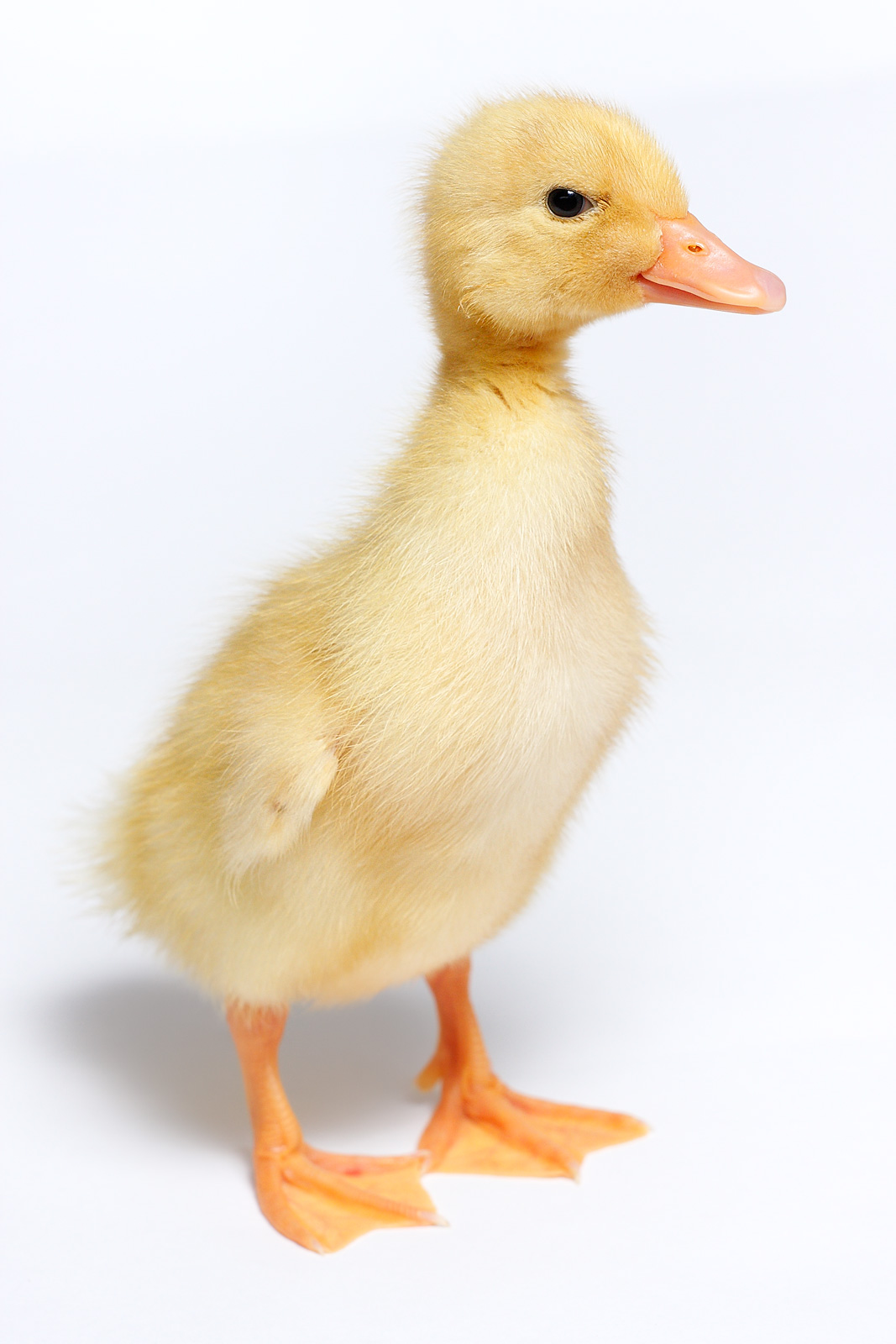
Caneton jaune semblable à Saturnin.

- Saturnin le canard, héros de la série Les Aventures de Saturnin.
- Howard... une nouvelle race de héros (Howard the Duck), film américain.
- Yoann, alias Supertic dans les Minijusticiers.
- Martin le canard anorexique alias Superfildefer dans les Minijusticiers.
- Rick le canard qui hoquette alias Superhoquet dans les Minijusticiers.
- Marion la cane pleurnicharde alias Superpleurnicharde dans les Minijusticiers.
- Georges le canard aux mille bobards alias Superbobard dans les Minijusticiers.
- Etienne le canard narcissique alias Supermoi dans les Minijusticiers.
- Nathan le canard maladroit alias Supergadin dans les Minijusticiers.

## Autres canards de fiction
- Le Canard enchaîné, hebdomadaire satirique français, avec comme mascotte un canard blanc à long bec.
- Canard-WC, marque de produits d'entretien de toilettes qui a utilisé l'animal pour vendre ses flacons utilisant un bec coudé pour atteindre les recoins inaccessibles de la cuvette.
- Canard PC, revue d'informatique, hebdomadaire, française, traitant de jeux vidéo sur PC. Le titre renvoie évidemment à Canard-WC
- Canard WiFi, blog français qui traite de l'actualité des technologies sans fil[5]
- Le moteur de recherche DuckDuckGo a pour emblème Dax[6], le canard blanc à nœud papillon vert, visible sur leur logo[7]